# Elizabeth Mitchell
Elizabeth Mitchell, nata Elizabeth Joanna Robertson (Los Angeles, 27 marzo 1970), è un'attrice statunitense, conosciuta soprattutto per il ruolo di Juliet Burke nella serie televisiva Lost.

## Biografia
La più grande di tre figlie femmine, è stata concepita nella città di Los Angeles. Subito dopo la sua nascita, si trasferì con i genitori a Dallas, in Texas. Qui si diplomò all'istituto di arti visive, per poi laurearsi allo Stephens College e studiare alla British American Drama Academy. 
Inoltre, passò sei anni al Teatro della città in cui crebbe, centro di recitazione molto rispettato. Prima del suo esordio sullo schermo, si lanciò nella carriera teatrale, avendo molto successo.
Nei film cui ha preso parte, ha rivelato tutte le sue abilità nella recitazione, dimostrandosi molto carismatica. 
Debutta ufficialmente comparendo come comparsa nella soap opera Quando si ama. Dopo una serie di incarichi ricorrenti, viene finalmente ingaggiata nel 2006 come il medico Juliet Burke nella serie televisiva Lost, ruolo che le conferisce una grande notorietà a livello internazionale vista la popolarità del programma, concedendole in aggiunta la vittoria di un Saturn Award. Dal 2009 al 2011 Elizabeth Mitchell è la protagonista di V, programma televisivo trasmesso da ABC e remake della celebre miniserie omonima; in essa interpreta il personaggio di Erica Evans, un'agente dell'FBI che combatte i Visitatori.
Nel 2012 fa parte del cast principale della serie televisiva statunitense Revolution, andata in onda fino al 2014. In quell'anno, viene scelta per vestire i panni della Regina delle Nevi in C'era una volta.
Nel 2016 aderisce a due importanti progetti lavorativi: è infatti protagonista sia della serie televisiva Dead of Summer, seppur cancellata dopo una sola stagione, che della pellicola La notte del giudizio - Election Year, terzo capitolo della serie.
Dal 2021 al 2023 interpreta Carla Limbrey nella serie TV di Netflix Outer Banks. 

## Filmografia

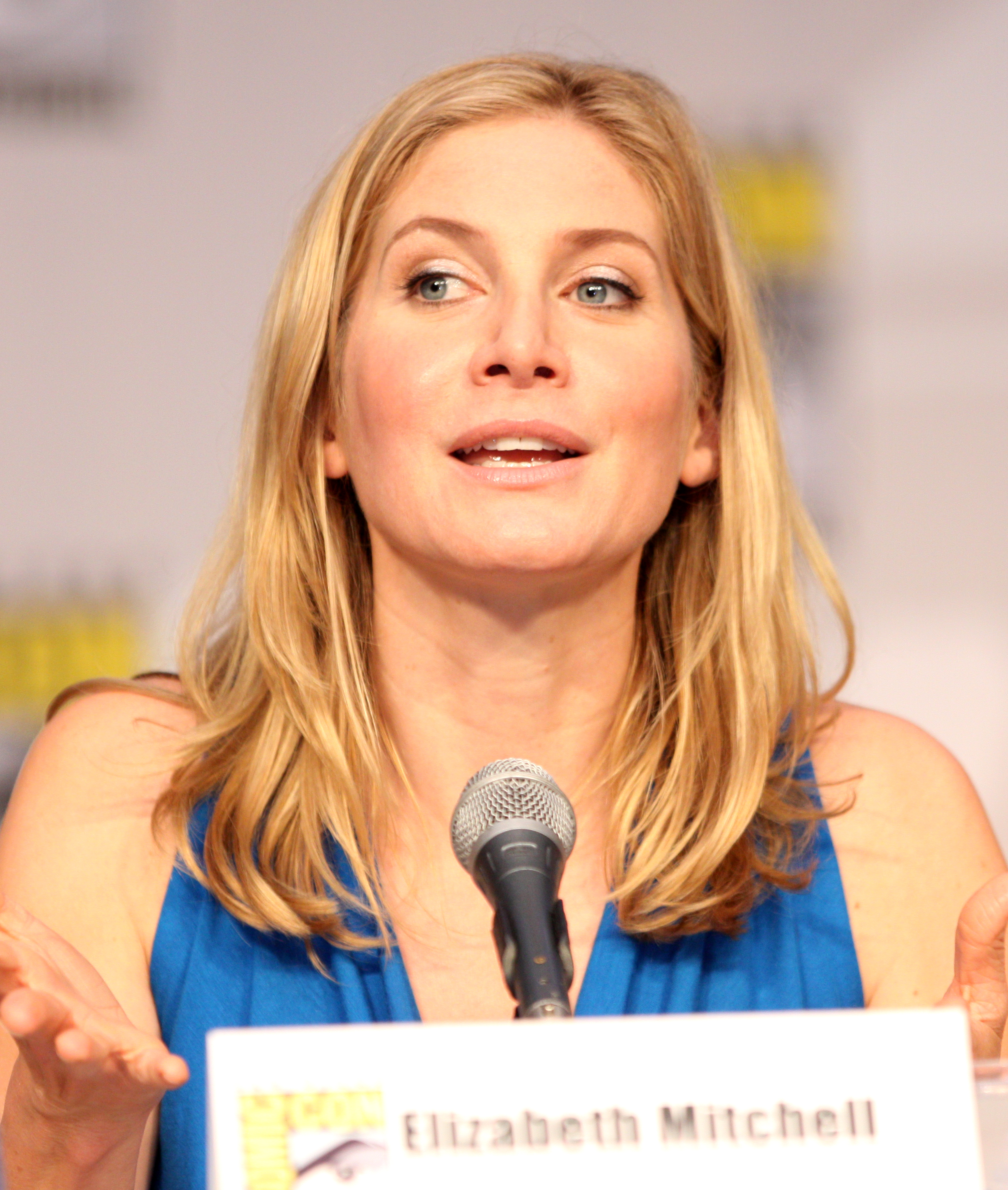
Elizabeth Mitchell al San Diego Comic-Con International nel luglio 2010

### Cinema
- Gia - Una donna oltre ogni limite (Gia), regia di Michael Cristofer (1998)
- Molly, regia di John Duigan (1999)
- Frequency - Il futuro è in ascolto (Frequency), regia di Gregory Hoblit (2000)
- Betty Love (Nurse Betty), regia di Neil LaBute (2000)
- Hollywood Palms, regia di Jeffrey Nachmanoff (2001)
- Double Bang, regia di Heywood Gould (2001)
- Che fine ha fatto Santa Clause? (The Santa Clause 2), regia di Michael Lembeck (2002)
- Running, regia di Wayne Kramer (2006)
- Santa Clause è nei guai (The Santa Clause 3: The Escape Clause), regia di Michael Lembeck (2006)
- Answers to Nothing, regia di Matthew Leutwyler (2011)
- La notte del giudizio - Election Year (The Purge: Election Year), regia di James DeMonaco (2016)
- Queen Bees, regia di Michael Lembeck (2021)

### Televisione
- Belle e pericolose (Dangerous Curves) – serie TV, episodio 2x12 (1993)
- Quando si ama (Loving) – serial TV, 2 puntate (1994-1995)
- Codice d'emergenza (L.A. Firefighters) – serie TV, 5 episodi (1996)
- Sentinel (The Sentinel) – serie TV, episodio 2x06 (1996)
- JAG - Avvocati in divisa (JAG) – serie TV, episodio 3x02 (1997)
- Comfort, Texas, regia di Michael Ritchie – episodio pilota scartato (1997)
- Significant Others – serie TV, 6 episodi (1998)
- Cenerentola a New York (Time of Your Life) – serie TV, 4 episodi (1999-2000)
- The Linda McCartney Story, regia di Armand Mastroianni – film TV (2000)
- E.R. - Medici in prima linea (ER) – serie TV, 14 episodi (2000-2001)
- The Beast – serie TV, episodio 1x01 (2001)
- Spin City – serie TV, episodio 6x10 (2001)
- Man and Boy, regia di Simon Curtis – film TV (2002)
- Law & Order - Unità vittime speciali (Law & Order: Special Victims Unit) – serie TV, episodi 4x14, 12x20 (2003-2011)
- CSI: Scena del crimine (CSI: Crime Scene Investigation) – serie TV, episodio 3x14 (2003)
- The Lyon's Den – serie TV, 7 episodi (2003)
- Gramercy Park, regia di Jeff Bleckner – film TV (2004)
- Everwood – serie TV, episodio 3x03 (2004)
- Boston Legal – serie TV, episodi 1x02-1x03 (2004)
- Dr. House - Medical Division (House M.D.) – serie TV, episodio 1x05 (2004)
- 3: The Dale Earnhardt Story, regia di Russell Mulcahy – film TV (2004)
- Haskett's Chance, regia di Tim Blake Nelson – film TV (2006)
- Lost – serie TV, 55 episodi (2006-2010)
- V – serie TV, 22 episodi (2009-2011)
- Revolution – serie TV, 42 episodi (2012-2014)
- Giustizia imperfetta (Prosecuting Casey Anthony), regia di Peter Werner – film TV (2013)
- Kristin's Christmas Past, regia di Jim Fall –  (2013)
- C'era una volta (Once Upon a Time) – serie TV, 10 episodi (2014)
- Crossing Lines – serie TV, 12 episodi (2015)
- Dead of Summer – serie TV, 10 episodi (2016)
- The Expanse – serie TV, 12 episodi (2018-2021)
- Blindspot – serie TV, episodio 4x19 (2019)
- Il club di Natale (The Club of  Christmas), regia di Jeff Beesley – film TV (2019)
- Outer Banks – serie TV, 9 episodi (2021-2023)
- The Good Doctor – serie TV, episodio 4x11 (2021)
- First Kill – serie TV, 8 episodi (2022)
- Nuovo Santa Clause cercasi (The Santa Clauses) – serie TV, 12 episodi (2022-2023)

## Doppiatrici italiane
Nelle versioni in italiano delle opere in cui ha recitato, Elizabeth Mitchell è stata doppiata da:
- Alessandra Korompay in Hollywood Palms, Che fine ha fatto Santa Clause?, Santa Clause è nei guai, Dr. House - Medical Division, Lost, Revolution, C'era una volta, The Expanse, Outer Banks, FBI: International, First Kill, Nuovo Santa Clause cercasi
- Roberta Pellini in Frequency - Il futuro è in ascolto
- Barbara Berengo Gardin in Quando si ama
- Laura Boccanera in Gia - Una ragazza oltre ogni limite
- Paola Valentini in E.R. - Medici in prima linea
- Paola Majano in Law & Order - Unità vittime speciali (ep. 4x14)
- Tatiana Dessi in Boston Legal
- Barbara De Bortoli in Law & Order - Unità vittime speciali (ep. 12x20)
- Franca D'Amato in V
- Ilaria Latini in Gortimer Gibbon - La vita a Normal Street
- Emanuela D'Amico ne La notte del giudizio - Election Year
- Giuppy Izzo in Crossing Lines
- Maura Cenciarelli in  Il club di Natale
- Valentina Pollani in Queen Bees